# Enicospilus pectinosus
Enicospilus pectinosus là một loài tò vò trong họ Ichneumonidae.